# Petar Brucic
Petar Brucic, kroatisch Petar Bručić (* 28. Juni 1953 in Jarmina, Jugoslawien) ist ein ehemaliger jugoslawischer Profifußballer. 

## Vereinskarriere
Brucic wurde in der kroatischen Gemeinde Jarmina in Slawonien geboren. Er begann seine Karriere beim unterklassigen Klub Dinamo Vinkovci und wechselte 1975 zu Dinamo Zagreb in die kroatische Hauptstadt. Mit Zagreb erreichte er in seiner ersten Saison das jugoslawische Cupfinale, dass Zagreb jedoch gegen Hajduk Split mit 0:1 nach Verlängerung verlor. In der jugoslawischen Meisterschaft belegte er mit Zagreb in seiner ersten Saison den 3. Rang. Gemeinsam mit Brucic belegte Dinamo Zagreb zwischen den Saisonen 1976/77 und 1980/81 in der jugoslawischen Meisterschaft einen Platz unter den ersten 5, wobei Zagreb 1979/80 den jugoslawischen Cup gewinnen konnte. 1981/82 gelang Brucic mit Dinamo Zagreb schließlich der Gewinn seines ersten Meistertitels. Nach der für Brucic erfolgreichen Saison wechselte er im Sommer 1982 zu SK Rapid Wien, wo ihm in seiner ersten Saison der Gewinn des Meister- und Cuptitels gelang. Auch in der folgenden Saison 1983/84 konnte der Cupsiegertitel erreicht werden, die Meisterschaft beendete Brucic mit Rapid auf dem zweiten Platz. Im Europacup der Meister schaffte es Rapid bis in das Viertelfinale. Nachdem Brucic mit Rapid in den Saisonen 1984/85 und 1985/86 jeweils den zweiten Platz in der Meisterschaft belegt hatte, wurde er 1986/87 mit Rapid zum zweiten Mal Österreichischer Meister. Zudem wurde Brucic in der Saison 1984/85 sowie in der Saison 1986/87 Österreichischer Cupsieger. Im Europacup der Cupsieger gelangte Rapid 1984/85 bis ins Finale, wobei Brucic selbst wegen einer Gelbsperre das Finale verpasste. In den folgenden Saisonen war im Europacup der Cupsieger für Rapid im Viertel- bzw. Achtelfinale Endstation. 
Brucic wechselte im Sommer 1987 zum Wiener Sport-Club, wobei sich sein neuer Klub zunächst im Mittelfeld platzieren konnte. 1989/90 konnte der Sportklub mit einem 2. Platz im Mittleren Play-Off den Abstieg in die 2. Liga noch verhindern. Mit dem Ende der Saison beendete Brucic seine aktive Karriere in der Bundesliga. Zuletzt war er noch für eine Saison für den SR Donaufeld aktiv.

## Erfolge
- 1 × Jugoslawischer Meister: 1982 (Dinamo Zagreb)
- 2 × Österreichischer Meister: 1983, 1987 (Rapid)
- 4 × Österreichischer Pokalsieger:  1983, 1984, 1985, 1987 (Rapid)
- 1 × Finale Europapokal der Cupsieger: 1985 (Rapid)